# ジョージ・ハリソン・シャル
ジョージ・ハリソン・シャル（George Harrison Shull、1874年4月15日 – 1954年9月28日）は、アメリカ合衆国の農学者、遺伝学者である。トウモロコシの品種改良などで知られる。

## 略歴
オハイオ州のクラーク・カントリーの農家に生まれた。兄に植物画家で、植物育種家のJ・マリオン・シャルがいる。アンティオーク・カレッジ（Antioch College）を1901年に卒業した後、1904年にシカゴ大学で博士号を得た。1903年から1904年の間、植物産業局（Bureau of Plant Industry）で働いた後、カーネギー研究所で植物の研究を行った。多くの植物の品種改良を行ったルーサー・バーバンクの研究に興味を持った。カーネギー研究所の支援を受け1914年にバーバンクの業績をまとめた著作"Luther Burbank: His Methods and Discoveries, Their Practical Application" を執筆した。
トウモロコシの交雑による品種改良で農学の分野で世界的なインパクトを与えた業績を上げた。異なる純粋種を育てそれを交雑させる事によって優れた品種を造りだした。この業績から1948年に米国科学アカデミーから公共福祉メダル（public welfare medal）を受賞した。遺伝学の分野で、1908年に、「ヘテローシス」（heterosis：雑種強勢）について言及し、遺伝学の重要な発見を行った。遺伝学の専門誌、Geneticsの創刊者でもある。1948年米国科学アカデミーより公共福祉メダルを受賞。
息子のハリソン・シャル（Harrison Shull:1923–2003）は量子力学の研究で知られる物理学者になった。